# Епархия Авейру
 Епархия Авейру  (лат. Dioecesis Aveirensis) — епархия Римско-Католической церкви с центром в городе Авейру, Португалия. Епархия Авейру входит в митрополию Браги. Кафедральным собором епархии Авейру является церковь святого Доминика.

## История
12 апреля 1774 года Римский папа Климент XIV выпустил буллу Militantis Ecclesiae gubernacula, которой учредил епархию Авейру, выделив её из епархии Коимбры и небольшой части территории епархии Ламегу. Первоначально собором епархии была церковь Божьего Милосердия. C 1830 года кафедра епархии находилась в церкви святого Бернарда.
C 1837 года по 1 апреля 1845 года кафедра была вакантной — в это время епархией управлял архиепископ Браги.
30 сентября 1881 года Римский папа Лев XIII издал буллу Gravissimum Christi Ecclesiam, которой упразднил епархию Авейру.
24 августа 1934 года Римский папа Пий XI выпустил буллу Omnium Ecclesiarum, которой восстановил епархию Авейру, передав её часть территории епархий Коимбры, Порту и Визеу.

## Ординарии епархии
- епископ Антониу Фрейре Гамейру де Соуза (18.04.1774 — 1799);
- епископ Антониу Жозе Кордейру (20.07.1801 — 17.07.1813);
- епископ Мануэл Пашеку де Резенде (19.11.1815 — 27.03.1837);
  - Sede vacante (1837—1881);
  - епархия упразднена (1881—1938);
- епископ Жуан Эванжелишта де Лима Видал (11.11.1938 — 16.01.1940) — апостольский администратор;
- епископ Жуан Эванжелишта де Лима Видал (16.01.1940 — 5.01.1958);
- епископ Домингуш да Апрезентасан Фернандеш(11.08.1958 — 21.01.1962);
- епископ Мануэл д’Алмейда Триндаде (16.09.1962 — 20.01.1988);
- епископ Антониу Балтазар Марселину (20.10.1988 — 21.09.2006);
- епископ Антониу Франсишку душ Сантуш (21.09.2006 — 21.02.2014), назначен епископом Порту;
- епископ Антониу Мануэл Мойтейру Рамуш (4.07.2014 — по настоящее время).